# Хелмхолцова једначина
Хелмхолцова једначина је елиптична парцијална диференцијална једначина:
{\displaystyle (\Delta +k^{2})U=0}
где {\displaystyle \Delta =\nabla ^{2}} представља Лапласов оператор, {\displaystyle k} је таласни број, а {\displaystyle U} амплитуда.
Нехомогена Хелмхолцова једначина је облика:
{\displaystyle (\Delta +k^{2})U=f}

## Извод
Може се приметити да у Хелмхолцовој једначини нема оператора који представљају изводе по времену. Хелмхолцова једначина може да се добије из таласне једначине:
{\displaystyle \left(\nabla ^{2}-{\frac {1}{c^{2}}}{\frac {\partial ^{2}}{\partial {t}^{2}}}\right)u(\mathbf {r} ,t)=0.} (1)
Претпоставља се да се таласна функција даде решити сепарацијом променљивих по простору и времену:
{\displaystyle u(\mathbf {r} ,t)=A(\mathbf {r} )T(t).} (2)
Уврштавајући (2) у (1) добијамо следећу једначину:
{\displaystyle {\nabla ^{2}A \over A}={1 \over c^{2}T}{d^{2}T \over dt^{2}}.} (3)
Лева страна једначине (3) зависи само од просторних координата, а десна страна од времена. Због свега тога у општем случају обе стране једначине су једнаке некој константи, па добијамо две једначине:
{\displaystyle {\nabla ^{2}A \over A}=-k^{2}} (4)
и
{\displaystyle {1 \over c^{2}T}{d^{2}T \over dt^{2}}=-k^{2}} (5)
Преуређујући једначину (4) добијамо:
{\displaystyle \nabla ^{2}A+k^{2}A=(\nabla ^{2}+k^{2})A=0.} (6)
а преуређујући једначину (5) уз помоћ супституције {\displaystyle \omega {\stackrel {\mathrm {def} }{=}}kc} добија се:
{\displaystyle {\frac {d^{2}{T}}{d{t}^{2}}}+\omega ^{2}T=\left({d^{2} \over dt^{2}}+\omega ^{2}\right)T=0,}
При томе k је таласни вектор, а ω је угаона фреквенција.

## Решавање Хелмхолцове једначине сепарацијом променљивих
За Хелмхолцову једначину:
{\displaystyle (\nabla ^{2}+k^{2})A=0} (7)
Лапласијан се у поларним координатама пише као:
{\displaystyle {\begin{aligned}\Delta A&={1 \over r}{\partial  \over \partial A}\left(r{\partial A \over \partial r}\right)+{1 \over r^{2}}{\partial ^{2}A \over \partial \phi ^{2}}&={1 \over r}{\partial A \over \partial r}+{\partial ^{2}A \over \partial r^{2}}+{1 \over r^{2}}{\partial ^{2}A \over \partial \phi ^{2}}.\end{aligned}}}
Због тога једначина (7) постаје:
{\displaystyle {1 \over r}{\partial A \over \partial r}+{\partial ^{2}A \over \partial r^{2}}+{1 \over r^{2}}{\partial ^{2}A \over \partial \phi ^{2}}+(k^{2})A=0} (8)
Једначину покушавамо да решимо сепарацијом варијабли:
{\displaystyle A(r,\theta )=R(r)\Theta (\theta ),\,}
гдее Θ мора да буде периодична са периодом 2π. Одатле следи:
{\displaystyle \Theta ''+n^{2}\Theta =0,\,} (9)
и
{\displaystyle r^{2}R''+rR'+r^{2}k^{2}R-n^{2}R=0.\,} (10)
Решења од (9) и (10) су:
{\displaystyle \Theta =\alpha \cos n\theta +\beta \sin n\theta ,\,}
{\displaystyle R(r)=\gamma J_{n}(\rho ),\,}
где је {\displaystyle J_{n}(\rho )} Беселова функција, која је решење Беселове једначине:
{\displaystyle \rho ^{2}J_{n}''+\rho J_{n}'+(\rho ^{2}-n^{2})J_{n}=0,}

### Тродимензионално решење у сферним координатама
У сферним координатама опште решење Хелмхолцове једначине је:
{\displaystyle A(r,\theta ,\varphi )=\sum _{\ell =0}^{\infty }\sum _{m=-\ell }^{\ell }(a_{\ell m}j_{\ell }(kr)+b_{\ell m}y_{\ell }(kr))Y_{\ell }^{m}({\theta ,\varphi }).}
где су
{\displaystyle j_{\ell }(kr)} и {\displaystyle y_{\ell }(kr)} сферне Беселове функције, а :{\displaystyle Y_{\ell }^{m}({\theta ,\varphi })} представља сферне хармонике.

## Нехомогена Хелмхолцова једначина
Нехомогена Хелмхолцова једначина:
{\displaystyle (\Delta +k^{2})U=f}
рјешава се уз помоћ Гринове функције, односно:
{\displaystyle \nabla ^{2}G(x)+k^{2}G(x)=\delta (x).\,}
Пошто је:
{\displaystyle (\triangle +k^{2}){\frac {1}{|x|}}e^{ik|x|}=e^{ik|x|}\triangle {\frac {1}{|x|}}+2\left(\operatorname {grad} \,\,e^{ik|x|},\operatorname {grad} {\frac {1}{|x|}}\right)+{\frac {1}{|x|}}\triangle e^{ik|x|}+{\frac {k^{2}}{|x|}}e^{ik|x|}=}
{\displaystyle =-4\pi e^{ik|x|}\delta (x)+\left(-{\frac {2ik}{|x|^{2}}}+{\frac {2ik}{|x|^{2}}}-{\frac {k^{2}}{|x|}}+{\frac {k^{2}}{|x|}}\right)e^{ik|x|}=-4\pi \delta (x).}
онда је тродимензионална Гринова функција:
{\displaystyle G_{1}(x)=-{\frac {e^{ik|x|}}{4\pi |x|}},\qquad G_{2}=-{\frac {e^{-ik|x|}}{4\pi |x|}}.}
Горе написане једначине могу да се пишу у векторском облику као:
{\displaystyle \left(\Delta +k^{2}\right)G({\vec {r}},{\vec {r}}')=\delta ({\vec {r}}-{\vec {r}}')}
а Гринова функција као:
{\displaystyle G({\vec {r}},{\vec {r}}')=-{\frac {\exp(\pm ik|{\vec {r}}-{\vec {r}}'|)}{4\pi |{\vec {r}}-{\vec {r}}'|}}}
Решење нехомогене Хелмхолцове једначине се онда може приказати помоћу Гринове функције као:
{\displaystyle U({\vec {r}})=\int d^{3}r'\,f({\vec {r}}')G({\vec {r}},{\vec {r}}')=-\int d^{3}r'\,f({\vec {r}}'){\frac {\exp(\pm ik|{\vec {r}}-{\vec {r}}'|)}{4\pi |{\vec {r}}-{\vec {r}}'|}}}